# Svein Tuft
Svein Tuft (Langley, Colúmbia Britànica, 9 de maig de 1977) és un ciclista canadenc, professional des del 2002. Actualment corre a l'equip Orica-Scott.
Bon contrarellotgista, els seus principals èxits els ha aconseguit en aquesta disciplina. Destaquen nombrosos campionats nacionals en contrarellotge i una medalla de plata al Campionat del món de ciclisme en contrarellotge. El 2007 es proclamà vencedor de l'UCI America Tour.

## Palmarès en ruta
- 2001
  - Vencedor d'una etapa del Tour de Beauce
- 2002
  - Vencedor d'una etapa del Tour de Toona
- 2004
  -  Campió del Canadà de contrarellotge individual
- 2005
  -  Campió del Canadà de contrarellotge individual
  - 1r a la Mount Hood Cycling Classic i vencedor de 2 etapes
- 2006
  -  Campió del Canadà de contrarellotge individual
  - Vencedor d'una etapa de la Volta al Salvador
  - Vencedor d'una etapa de la Volta a Chihuahua
- 2007
  - 1r a l'UCI America Tour
  - 1r a la Volta a Cuba i vencedor d'una etapa
  - 1r a l'U.S. Cycling Open
  - Vencedor d'una etapa de la Redlands Bicycle Classic
- 2008
  -  Campió del Canadà de contrarellotge individual
  - 1r al Tour de Beauce i vencedor d'una etapa
  - 1r als Campionats Panamericans en contrarellotge
  - Vencedor d'una etapa del Tour de Delta
- 2009
  -  Campió del Canadà de contrarellotge individual
- 2010
  -  Campió del Canadà de contrarellotge individual
  - Vencedor d'una etapa de l'Eneco Tour
  - Vencedor d'una etapa de la Volta a Dinamarca
- 2011
  -  Campionat del Canadà en ruta
  -  Campió del Canadà de contrarellotge individual
  - 1r al Gran Premi de la vila de Zottegem
  - Vencedor de 2 etapes del Tour de Beauce
- 2012
  -  Campió del Canadà de contrarellotge individual
  - 1r al Duo Normand, amb Luke Durbridge
  - Vencedor d'una etapa de l'Eneco Tour
  - Vencedor d'una etapa del Tour de Beauce
  - Vencedor d'una etapa del Tour de Delta
- 2013
  - 1r al Duo Normand, amb Luke Durbridge
  - Vencedor d'una etapa del Tour de San Luis
  - Vencedor d'una etapa de la Volta a Eslovènia
- 2014
  -  Campionat del Canadà en ruta
  -  Campió del Canadà de contrarellotge individual
- 2016
  - 1r al Duo Normand, amb Luke Durbridge
- 2017
  -  Campió del Canadà de contrarellotge individual
- 2018
  -  Campió del Canadà de contrarellotge individual

### Resultats al Tour de França
- 2013. 169è de la classificació general, i darrer classificat
- 2014. 131è de la classificació general
- 2015. 159è de la classificació general

### Resultats a la Volta a Espanya
- 2009. Abandona (15a etapa)
- 2016. 158è de la classificació general
- 2017. No surt (16a etapa)

### Resultats al Giro d'Itàlia
- 2010. 125è de la classificació general
- 2012. 148è de la classificació general
- 2013. 154è de la classificació general
- 2014. 155è de la classificació general
- 2016. 146è de la classificació general
- 2017. 142è de la classificació general
- 2018. 147è de la classificació general

## Palmarès en pista
- 2007
  - 1r als Sis dies de Burnaby (amb Zachary Bell)
- 2008
  - 1r als Campionats Panamericans en Persecució individual
  - 1r als Campionats Panamericans en Puntuació
  - 1r als Campionats Panamericans en Madison (amb Zachery Bell)
  -  Campió del Canadà de Madison (amb Zachary Bell)
  - 1r als Sis dies de Burnaby (amb Zachary Bell)